# Kleinasiatischer Laubfrosch
Der Kleinasiatische Laubfrosch (Hyla savignyi), auch Mittelöstlicher Laubfrosch genannt, ist ein Vertreter der Familie der Laubfrösche (Hylidae), der vornehmlich in den Ländern Zentralasiens und des Nahen Ostens vorkommt. Bis 1972 galt er als Unterart von Hyla arborea.

## Merkmale
Bei geschlechtsreifen männlichen Laubfröschen von der Arabischen Halbinsel beträgt die Körperlänge 33,4 mm (± 6,4), bei Weibchen 44,4 mm (± 2,2). Für die auf Zypern beheimateten Kleinasiatischen Laubfrösche werden als Durchschnittsgröße für die Männchen 33 mm, für die Weibchen 36 mm angegeben.

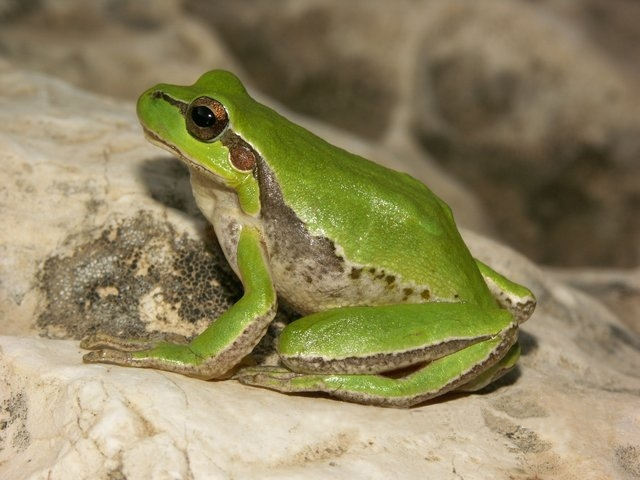
Kleinasiatischer Laubfrosch

Die Oberseite des Körpers und der Beine ist meist grün gefärbt. Wenn die Männchen am Abend und in der Nacht rufen, kann sich die Färbung auf dem Rücken in Hellgelb oder sogar Weißlich ändern. Die Männchen besitzen eine einzelne, kehlständige Schallblase. Während der Rufperiode sind die Männchen und Weibchen leicht zu unterscheiden, bei den Männchen ist die Kehle gelb, bei den Weibchen weiß. Auf jeder Seite des Körpers zieht ein dunkelbrauner bis schwarzer Streifen von den Nasenöffnungen über den unteren Teil der Iris, das Trommelfell und die Flanke. Etwa in der Körpermitte lösen sich die Streifen in einzelne, dunkle, in Reihe stehende Punkte auf, die weiß umrahmt sein können. Das Trommelfell ist hinter dem Auge angeordnet, es ist klein, scharf begrenzt und rotbraun gefärbt. Schwimmhäute sind an den Zehen der Vorder- und Hinterextremitäten nur in rudimentärer Form ausgebildet, die an den Zehen der hinteren Extremität sind etwas größer als die an der vorderen.

## Verbreitung und Lebensraum
Hyla savignyi kommt in vielen Ländern vor: In Mittel- und Süd-Armenien, Teilen von Aserbaidschan, in einem kleinen Gebiet von Georgien, im Irak, Iran, Libanon, in Israel, Jordanien, in einem schmalen Areal im westlichen Saudi-Arabien, in Syrien und im Jemen, ferner in der östlichen und südlichen Türkei, an der Mittelmeerküste schließt das Areal die Küstenebene von Anamur ein, 10 km westlich davon beginnt das Verbreitungsgebiet von Hyla arborea. Auch auf Zypern kommt die Froschart vor. In manchen dieser Länder sind die Grenzen der Verbreitung noch nicht genau ermittelt. In Ägypten scheint das Vorkommen auf einen kleinen Bereich im Nordosten der Halbinsel Sinai begrenzt zu sein.
Die weite Verbreitung dieser Laubfrösche ist in der Vielgestaltigkeit der genutzten Habitate begründet. Sie leben in Flüssen, perennierenden oder periodischen Süßwasserseen, in permanenten oder temporären Sümpfen, Süßwasserquellen, Kanälen, Gräben, Gärten, ferner in Buschland mit gemäßigtem oder subtropischem Klima, in mediterraner Vegetation und in Grasland mit gemäßigtem oder subtropischem Klima. Allgemein ist festzustellen, dass die Art an warmes Klima angepasst ist. Das ist augenfällig aus dem Vorkommen in Armenien zu entnehmen. Im heißen und trockenen Süden des Landes kommt Hyla savignyi vor, im feuchten und kühlen Norden Hyla arborea.

## Fortpflanzungsbiologie

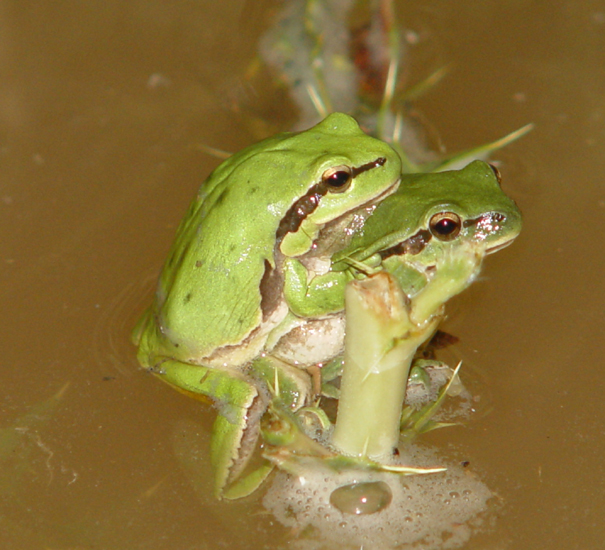
Paarung des Kleinasiatischer Laubfrosch

Der Beginn der Fortpflanzungsperiode hängt maßgeblich von der Breiten- und Höhenlage einer Population und vom Auftreten der ersten Niederschläge ab. Frühe Regenfälle bewirken zeitiges Rufen. In Israel beginnen die Männchen zwischen Mitte Dezember und Mitte Januar zu rufen. Die Rufaktivität hält bis in den August hinein an und geht danach allmählich zurück. Tagsüber halten sich die Laubfrösche auf Bäumen und Büschen auf und beginnen bei Sonnenuntergang, zu den Gewässern zu wandern, um zu rufen. Die tägliche Rufphase hält mehrere Stunden an und flaut nach Mitternacht ab. Die untere Rufschwelle liegt bei 9 °C, die obere bei 26 °C Lufttemperatur. Während der Rufphase der Männchen wandern paarungsbereite Weibchen an und paaren sich mit Männchen. Die Eiablage erfolgt noch in der gleichen Nacht.

## Rufe

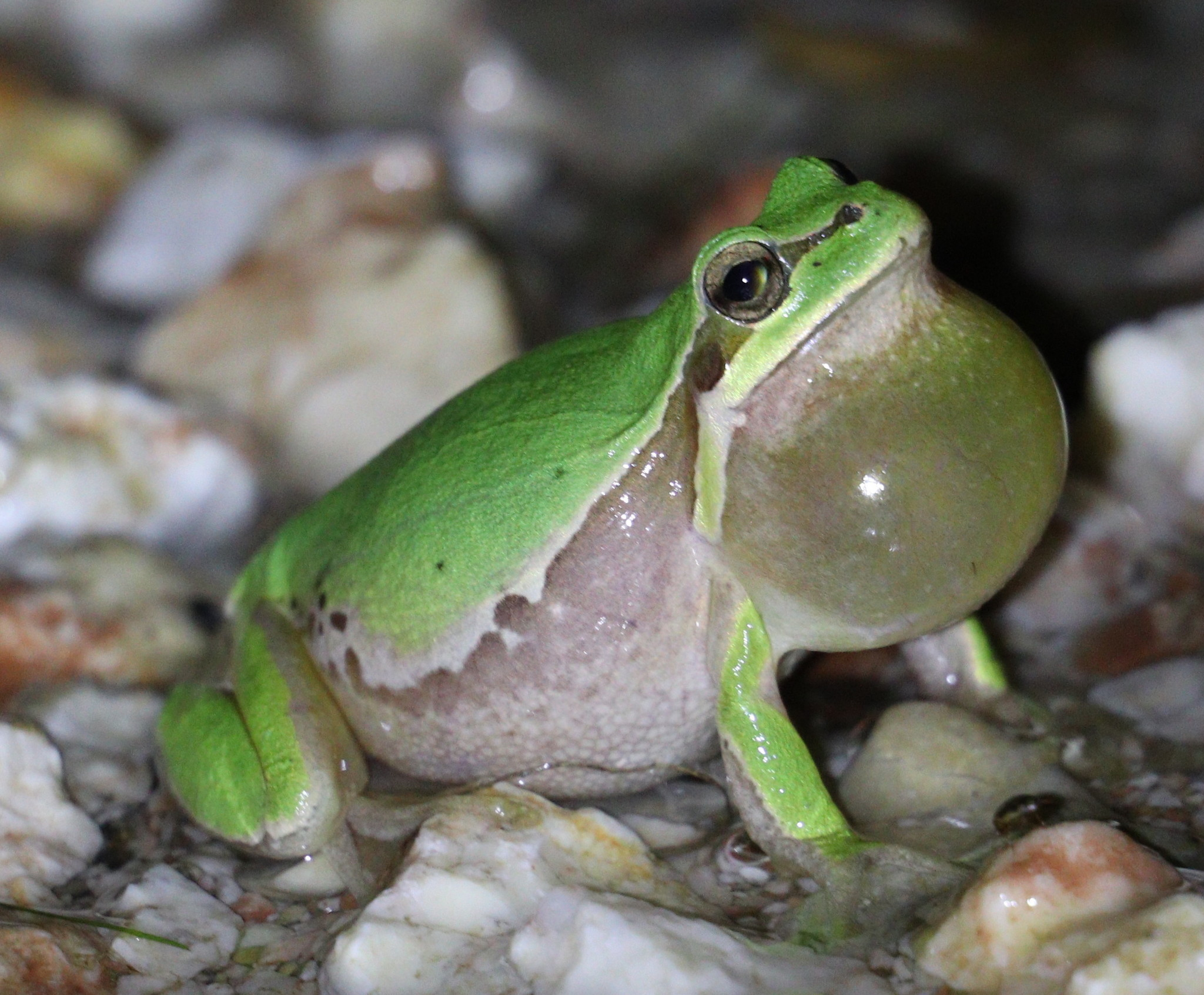
Kleinasiatischer Laubfrosch (Hyla savignyi), Männchen rufend

### Paarungsruf
Der Paarungsruf der Männchen besteht zumeist aus 15 bis 50 Impulsgruppen, auf dem Höhepunkt der Rufaktivität kann ein Ruf auch aus 100 oder mehr Impulsgruppen aufgebaut sein. Bei steigender Lufttemperatur nehmen die Dauer der Impulsgruppen und die Intervalle zwischen diesen linear ab. Gemäß den errechneten Gleichungen dauern die Impulsgruppen bei 10 °C 160,90 ms, bei 20 °C 135,0 ms, die Intervalle messen bei 10 °C 215,09 ms, bei 20 °C 173,29 ms. Auch die Anzahl der Impulse pro Impulsgruppe nimmt bei steigender Temperatur ab, wenngleich nur geringfügig. Der dominante Frequenzbereich ist von der Größe der Laubfrösche abhängig. Bei einem 37 mm großen Männchen liegt er zwischen 2,5 und 3,5 kHz, bei einem 47 mm großen Laubfrosch zwischen 1,8 und 3,0 kHz.

### Revierruf
Diesen Ruf äußern Männchen, wenn sie weniger als 20–30 cm voneinander entfernt sind. Sie werden durch die Revierrufe veranlasst, weiter auseinander zu rücken. Um eine rasche Reaktion auszulösen, werden die Revierrufe mitunter mehrmals wiederholt. Der Aufbau dieser Rufe ist variabel. Aus zehn Rufen errechnete sich eine mittlere Dauer von 555,20 ms, der kürzeste dauerte 388 ms, der längste 764 ms.

### Solitärruf
Solitärrufe geben die Männchen nach der Fortpflanzungsperiode von Oktober bis Dezember oder auch bis Januar ab, und zwar tagsüber. Sie sitzen dabei einzeln auf Bäumen oder Büschen, zumeist weit von einem Gewässer entfernt. Häufig fallen andere, ebenfalls einzeln sitzende Männchen ein, so dass für kurze Zeit ein kleiner Chor entsteht. Die Solitärrufe sind aus sehr kurzen Impulsen aufgebaut, deren Lautstärke gering ist.

## Gehörsinn
Bei Froschlurchen dienen die mit Sinneszellen ausgestatteten Ausstülpungen des Sacculus, die Papilla amphibiorum und die Papilla basilaris, der Perzeption von Schall. Gemäß der Ermittlung der neuronalen Hörschwellen reicht bei Hyla savignyi der Hörbereich von 100 bis 6000 Hz, bei manchen Laubfröschen bis 6500 Hz. Zwei Bereiche mit hoher Empfindlichkeit treten hervor, einer im tiefen Frequenzbereich zwischen 500 und 600 Hz, ein weiterer, eng begrenzter Bereich bei 3000 Hz. Darüber steigt die Hörschwelle steil an. Im tiefen Frequenzbereich ist die Hörschwelle temperaturabhängig. Bis 20 °C sinkt die Schwelle, bei weiterem Anstieg ändert sie sich nicht mehr. Nach bisheriger Kenntnis werden über die Papilla amphibiorum Frequenzen bis 1000 Hz, über die Papilla basilaris höhere Frequenzen perzipiert.

## Hirnreizungen
Die elektrische Reizung war erfolgreich bei männlichen Laubfröschen, die sich in der Fortpflanzungsperiode befanden. Nach den Ergebnissen ist die Regio praeoptica des Mittelhirns mit ihren drei Kerngebieten Nucleus praeopticus anterior, Nucleus magnocellularis und Nucleus praeopticus posterior für die Auslösung der Rufe bedeutsam. Die Reizung an einem beliebigen Ort der Regio praeoptica und auch an einigen Stellen des Hypothalamus führte zu Rufbereitschaft. Die Laubfrösche wurden unruhig, richteten sich auf den Vorderbeinen auf und füllten die Schallblase zum Teil mit Luft. Wurden den Männchen auf diesem Stadium arteigene Paarungsrufe vorgespielt, äußerten sie Paarungsrufe. Die elektrische Reizung führte auch zur spontanen Abgabe von Paarungsrufen. Die Reizorte befanden sich im Nucleus praeopticus anterior und in der Nähe der Fasern aus diesem Nucleus sowie im Nucleus praeopticus posterior. Zwischen dem Beginn der Reizung und dem Einsetzen des Rufens verstrichen mehrere Minuten. Leicht erhöhte Reizspannung führte zu untypischen Reaktionen. Männchen nahmen die Signalstellung ein, die für Weibchen typisch ist. Bei der Paarung kündigt ein Weibchen mit der Signalstellung dem umklammernden Männchen den Austritt eines Eipaketes an und fordert es dadurch zur Samenabgabe auf. In einem anderen Versuch reagierte ein Weibchen auf die elektrische Reizung mit leisen, rhythmischen Vokalisationen.

## Verhaltensuntersuchungen
Ergebnisse von Verhaltensexperimenten gaben Aufschluss über Mechanismen der akustischen Kommunikation, gleichzeitig bestätigten sie den Artstatus von Hyla savignyi. Unmittelbar vor Beginn der abendlichen Rufphase, als die Männchen bereits rufbereit, aber noch nicht rufaktiv waren, ließen sie sich durch Vorspielen von Paarungsrufen sowohl von Hyla arborea als auch von Hyla savignyi zum Rufen anregen, auf die arteigenen Paarungsrufe reagierten sie viel schneller als auf die Rufe von Hyla arborea.
Auch die Weibchen unterschieden zwischen den beiden Paarungsrufen. Paarungsrufe von Hyla savignyi und Hyla arborea wurden von zwei Lautsprechern abgestrahlt, die sechs Meter voneinander entfernt waren. In der Mitte ausgesetzte paarungsbereite Weibchen konnten zwischen den beiden Paarungsrufen wählen. Von zwölf Weibchen wanderten elf zu dem Lautsprecher, der den arteigenen Paarungsruf abstrahlte, nur ein Weibchen entschied sich für den Ruf von Hyla arborea.

## Entwicklung
Nach verlässlichen Angaben dauert die Embryonalentwicklung fünf bis sieben Tage, die Larvalentwicklung 32 bis 45 Tage. Bei den Larven befindet sich die Kiemenöffnung auf der linken Seite und weist nach hinten und oben. Die Analöffnung ist rechts von der Körpermitte angeordnet. Nach der Metamorphose sind die jungen Laubfrösche 13–14 mm lang.

## Taxonomie
Das Muster des Paarungsrufes des Kleinasiatischen Laubfroschs ist spezifisch und unterscheidet sich markant von dem des Europäischen Laubfrosches. Das gab den Anstoß zu dem Vorschlag, diesem Laubfrosch den Status einer guten Art zu geben, was von der Gemeinschaft der Herpetologen akzeptiert wurde. Bislang sind keine Unterarten bekannt.
Bis in die jüngste Zeit herrschte Unklarheit über das Jahr der ersten Beschreibung von Hyla savignyi durch Victor Audouin. Nach den Angaben in der Literatur ist 1827 richtig.
Die Paarungsrufe von Hyla savignyi und von Hyla japonica weisen sehr große Übereinstimmung auf. Bei beiden stimmen die Dauer der Impulsgruppen und die Intervalle nahezu überein, ferner auch die Korrelation dieser beiden Rufmerkmale mit der Temperatur. Von dieser Übereinstimmung der Rufmerkmale ausgehend hat Hyla savignyi eine engere verwandtschaftliche Beziehung zu Hyla japonica als zu Hyla arborea.

## Trivialnamen
Mehrere Trivialnamen sind gebräuchlich, darunter Kleinasiatischer Laubfrosch und Mittelöstlicher Laubfrosch. Letzterer deutet auf das Vorkommen im Nahen Osten hin, der auch Mittlerer Osten genannt wird. Es gibt aber von Mitteleuropa aus gesehen nur geringe geographische Überschneidungen zwischen den mit den beiden Begriffen gemeinten Regionen. Es wird auch nur ein begrenzter Bereich Kleinasiens besiedelt.

## Gefährdung
Der gegenwärtige Zustand der Populationen von Hyla savignyi im Verbreitungsgebiet wird unterschiedlich beurteilt. An manchen Standorten ist Hyla savignyi zahlreich vertreten, von anderen, etwa in Syrien oder im Libanon, wird von einem starken Rückgang berichtet. Die allgemeine Auffassung geht dahin, dass Hyla savignyi lokal bedroht sein kann, bei großräumiger Beurteilung trifft das nicht zu. Für den Fortbestand in Georgien, Armenien und Aserbaidschan erweist sich als günstig, dass Hyla savignyi in Naturreservaten heimisch ist. In anderen Gebieten ist er wegen der Zerstörung der Habitate im Gefolge von Urbanisation bedroht, ferner durch die Vergiftung von Gewässern aufgrund des hohen Einsatzes von Pestiziden zur Vernichtung von Mücken und Schnecken. Berichte über Maßnahmen, die dem Schutz des Laubfrosches dienen, scheinen nicht vorzuliegen.